# Fideu

Els fideus són un tipus de pasta seca feta amb farina de blat, arròs o altres cereals que es cuina habitualment bullida i que té forma de corda més o menys llarga. Poden ser prims o gruixuts, i estar buits per dins o ser completament massissos.

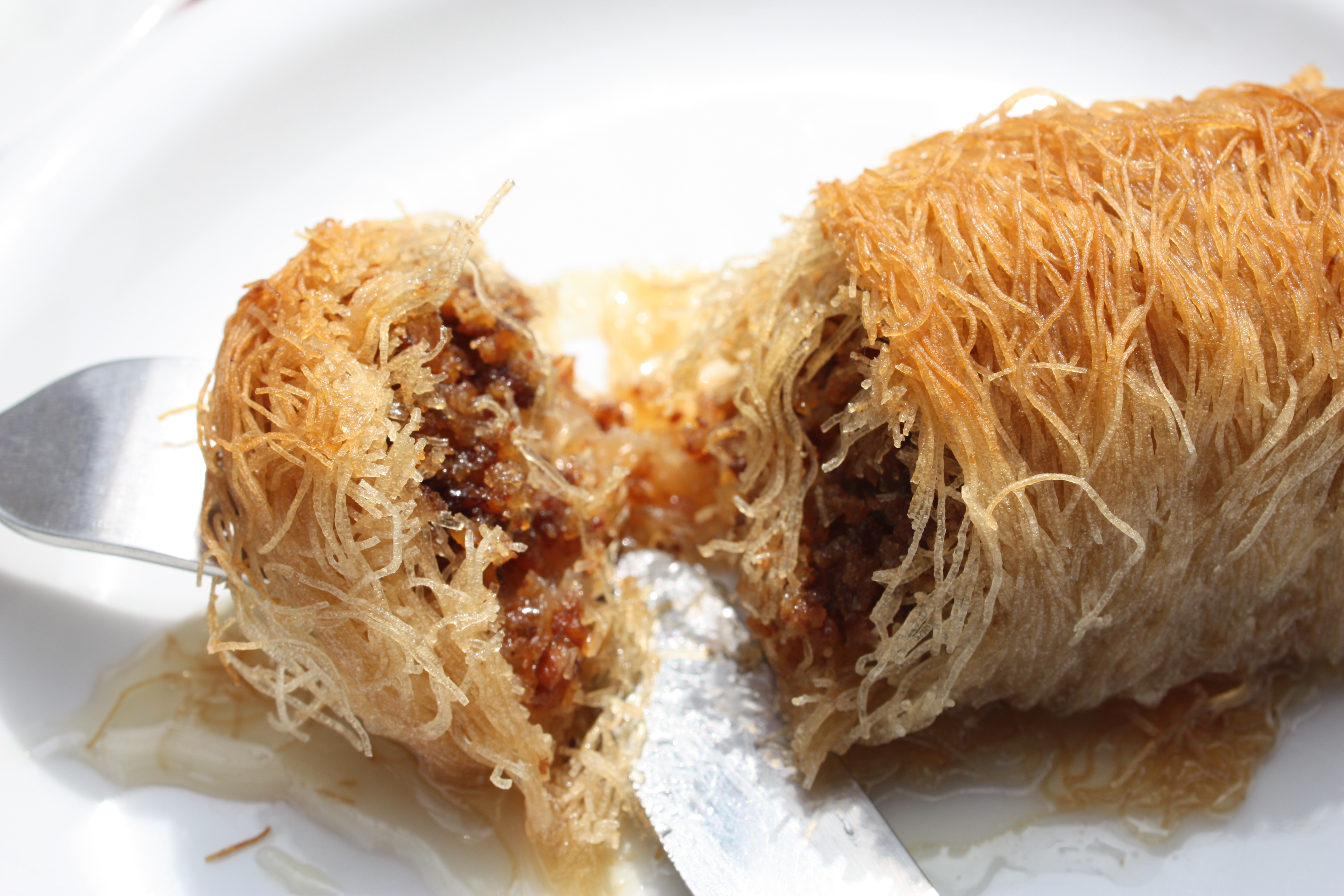
Fideus a les postres

Es mengen tradicionalment des de fa més de mil anys a Àsia, el nord d'Àfrica i l'est i tot el sud d'Europa en una gran varietat de plats que inclou escudelles, guisats en cassoles (fideus a la cassola), plats saltats en paelles (fideuada), gratinats al forn (macarrons gratinats), postres (fideus amb llet), pastissets i pastissos dolços (kanafeh, vargavéles), etc.
Hom pot dir que els fideus són originaris de Catalunya i experts gastrònoms internacionals com Colman Andrews defineixen els fideus com a Catalan pasta («pasta catalana»). A la cuina catalana és una pasta tant o més popular que els canelons.

## Etimologia
La paraula en català «fideus» prové de l'àrab fada, ja que van ser els àrabs els qui van introduir la pasta, que a Europa és originària de Grècia, als Països Catalans. En un principi el producte es coneixia en català com a «alatria», també d'origen àrab. Actualment el mot aletria existeix a Múrcia per a designar un tipus de pasta.
L'any 1429 ja apareix documentada per escrit la paraula «fideus«» en català, més d'un segle abans que qualsevol altra paraula romanç derivada de fada, per exemple més de 170 anys abans que la italiana fedelini, i al canvi de segle apareix una recepta per a cuinar-los a l'influent Llibre del Coch, que seria llegit i traduït a diverses llengües europees.

## Història
Els fideus són una de les formes més senzilles que poden tenir les pastes. Al sud d'Europa els primers a fer-ne van ser els grecs a l'època clàssica, que els van anomenar itria. La cuina àrab els va adoptar, amb el nom d'itriyah, i els va exportar de nou a Europa a l'edat mitjana. Van començar a introduir-los-hi al llarg dels segles xiii i xix, a la península Ibèrica a mesura que hi anaven conquerint territoris. Existeixen documents escrits en català al segle xiv que els anomenen alatria. Al Llibre de Sent Soví apareix una recepta de fideus amb carn a la cassola pràcticament idèntica a l'actual.

En la cuina catalana de l'edat mitjana, els fideus es menjaven tant en plats salats, a la cassola, per exemple, com en pastissos dolços, com per exemple el pastís de fideus prims amb panses i figues que apareix al Llibre del Coch del mestre Robert.

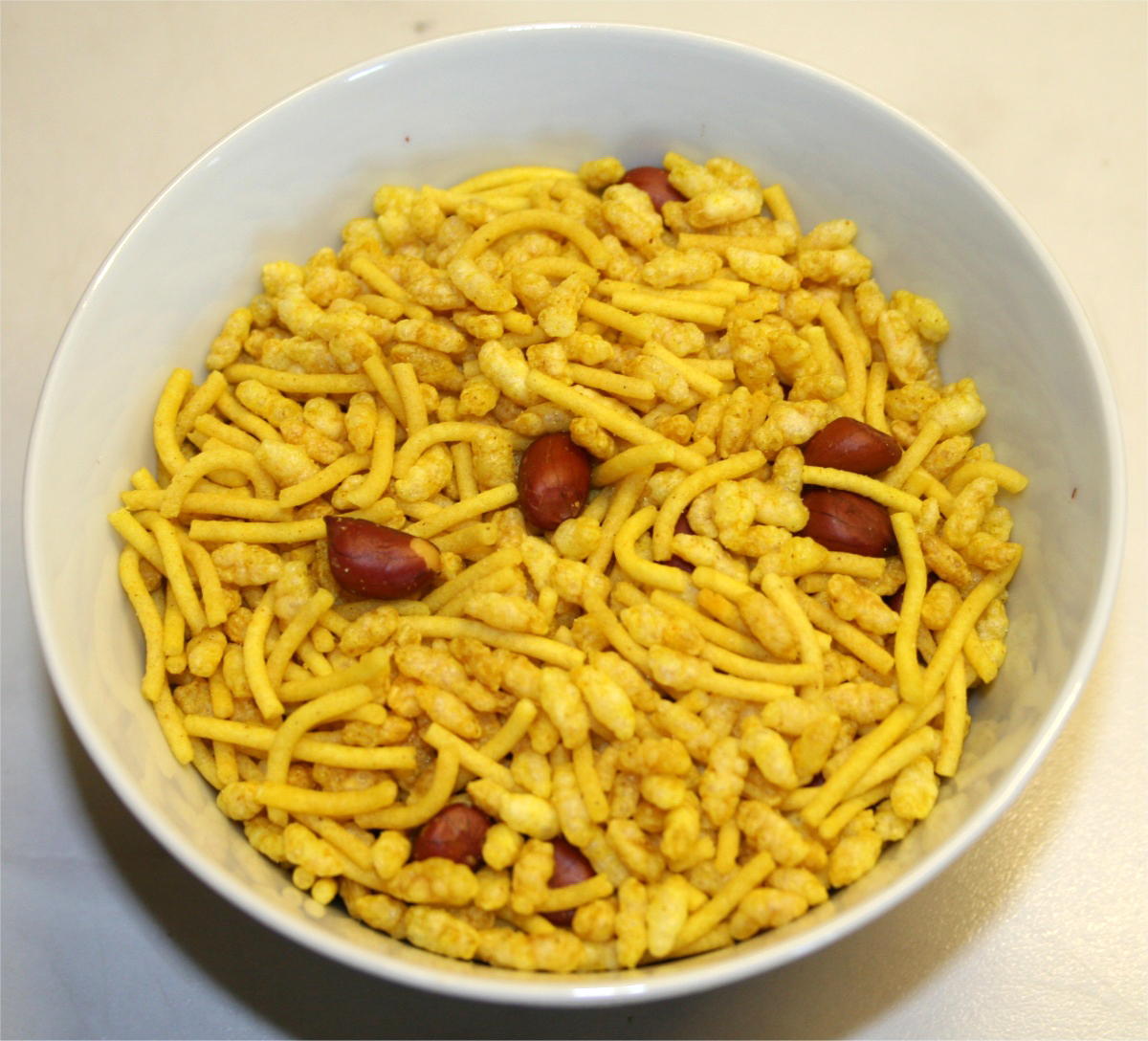
Plat de fideus a la cuina de l'Índia

L'arròs també va ser introduït al sud d'Europa pels àrabs a l'època medieval, però aquest producte era originari de la Xina. Del segle xiii hi ha manuscrits en català que proposen alguns plats en cassola de fang o en paella que es poden fer amb arròs o amb fideus, i s'hi explica la importància de mesurar bé les quantitats de líquid i de pasta per tal que quedin al punt desitjat i les diferències de gustos al respecte entre el País Valencià i Catalunya. A la cuina asiàtica els fideus solen fer-se d'arròs i no de blat, al contrari que a la cuina catalana i mediterrània en general. L'escudella i carn d'olla es fa tradicionalment amb fideus gruixuts i arròs, com moltes altres escudelles catalanes. Fins i tot l'escudella de Nadal, que ara es fa amb galets, s'havia fet amb fideus fins a mitjans del segle xx.
Al segle xviii a tot tardar es van introduir massivament altres pastes (macarrons i canelons, especialment) a la cuina dels Països Catalans, però mai no van substituir els fideus. Els fideus als Països Catalans es feien de manera casolana fins al segle xix. A Mallorca, a partir del segle xix va començar a haver-hi petites fàbriques manuals de fideus. Les indústries relacionades amb l'alimentació van ser-hi poc significatives fins a gairebé finals del segle xix, en què van començar a aparèixer els fideus industrials, fets utilitzant maquinària amb energia de màquines de vapor, guardats en estotjos, etc.

## Tipus de fideus

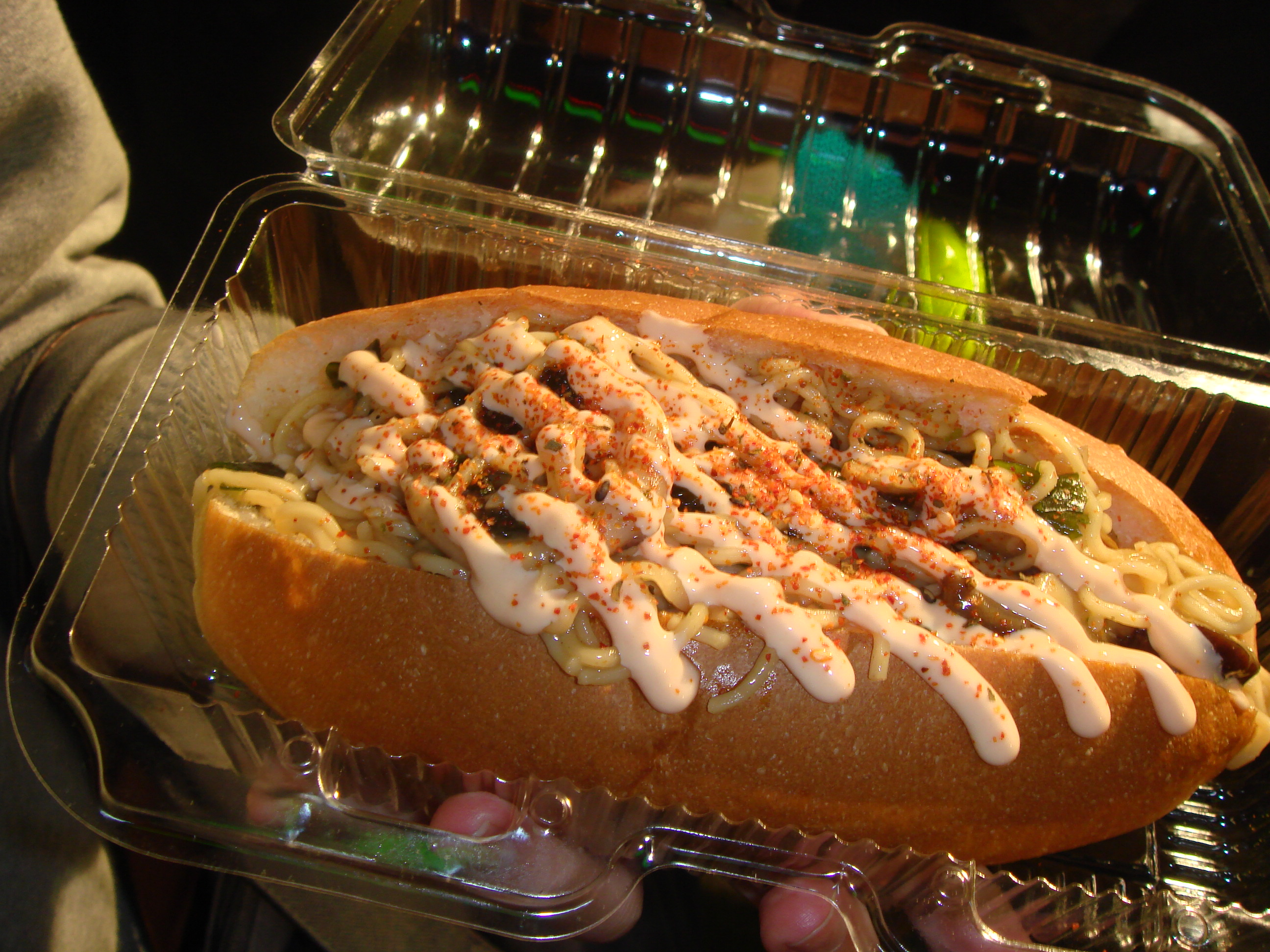
Entrepà de fideus xinesos

Hi ha diversos tipus de fideus: fideus xinesos, fideus d'arròs, fideus de blat, fideus amb ou o sense, fideus fregits, etc.
Als Països Catalans bàsicament es distingeix entre els fideus gruixuts i els fideus fins o de cabell d'àngel, tot i que n'hi ha de diferents gruixos.

## Algunes receptes amb fideus

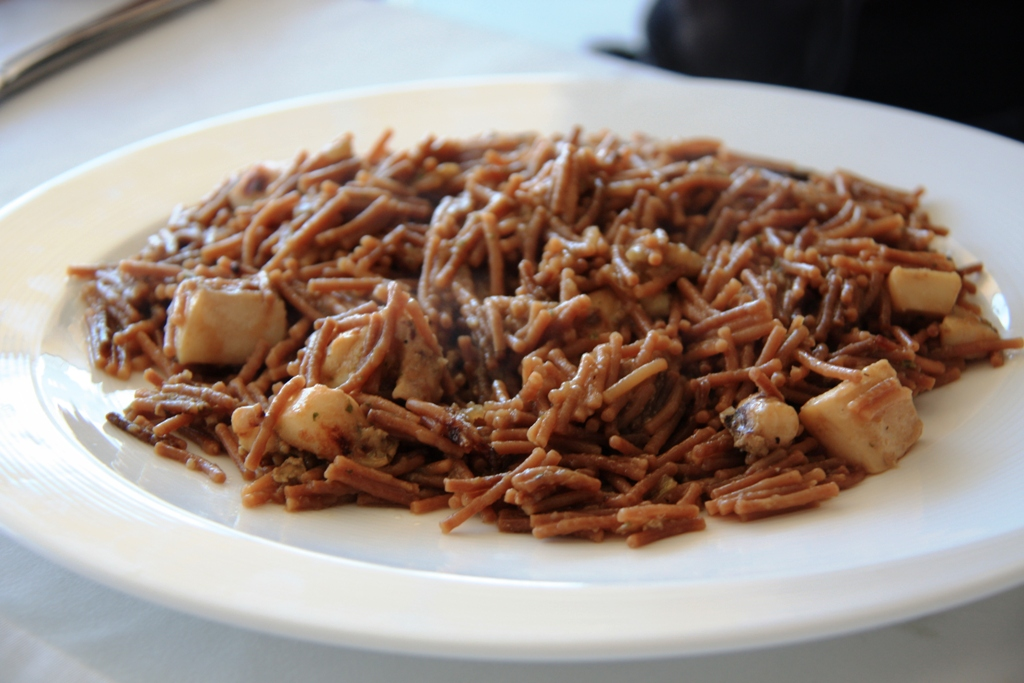
Plat de fideus als Països Catalans

Moltes receptes d'arrossos i paelles es poden fer substituint l'arròs per fideus, això inclou els fideus a banda, els fideus rossejats i la fideuada, entre d'altres. També són molt típics de la cuina catalana els fideus a la cassola, que es poden fer amb botifarra negra, pollastre, conill, porc, aprofitant menuts i restes de carns, vegetarians, amb marisc, de mar i muntanya, etc.
A Mallorca hi ha els fideus amb anguiles, els fideus secs de peix, els anomenats «fideus de vaca» (amb peix), els fideus de veremar (amb conill i cargols), fideus amb colomí, fideus de roter, fideus de marjar, fideus de caeta, fideus de pobre, fideus amb oli, fideus de dejuni, fideus en bicicleta, fideus amb conill o amb llebre, fideus amb xai, fideus amb porc, etc. A la cuina menorquina hi pertanyen moltes receptes amb fideus com per exemple els fideus enganats, els fideus amb tomàtic, els fideus amb peix, els fideus amb rajada o els fideus de caldera (amb peix). Com a curiositat, a La cuynera catalana apareix una recepta de fideus amb una salsa a base d'oli d'oliva, pinyons, safrà, all i julivert.

## Influència a la cultura
A més de l'evident ús culinari, els fideus han tingut històricament altres usos. Per exemple, als Països Catalans formaven part de la farmàcia medieval.
Existeix un poema de Miquel Martí i Pol anomenat Fideus a la cassola, publicat el 1986.
En la cultura popular els fideus han inspirat nombroses locucions, com «ser o estar com un fideu», en referència a una persona molt prima, «posar-se fet un fideu», a una persona que s'ha irritat molt, una persona molt xerraire «menja fideus». A Mallorca a més de «quins fideus tan clars!», que indica raons poc consistents, «quins fideus tan clars, per menjar amb forqueta!», que indica quelcom que va de qualsevol manera, «estar tot fideus» és mostrar excés de complaença i «tot és estat brou i fideus», que s'utilitza quan una cosa semblava que anava molt bé i al final ha fracassat.